# 艾倫·佩雷斯
艾倫·佩雷斯（英語：Ellen Perez，1995年10月10日—）是澳洲职业网球女运动员，2014年轉職業。她的WTA生涯最高單打排名為第585（2014年9月15日）。

## 外部連結
- 艾倫·佩雷斯的国际女子网球协会官方資料（英文）
- 艾倫·佩雷斯的國際網球總會 職業／青少年 官方資料（英文）
- Fed Cup - Player profile - Ellen Perez (AUS) （页面存档备份，存于）